# 913

## Nașteri
- Gerberga de Saxonia, fiica regelui Germaniei Henric I (Păsărarul), (d. 984)

## Decese
- Alexandru, împărat bizantin din 912, (n.c. 870)